# 教宗波尼法爵一世
教宗聖波尼法爵一世（拉丁語：Sanctus Bonifacius PP. I，原名不詳，？—422年）於418年12月28日至422年9月4日為教宗。他是希坡的圣奥斯定的同时代者，后者将其一些作品献给了他。
教宗佐西去世后，两派都推出了自己的教宗候选人，一位是博義一世，另一位是恩赖（Eulalius）。加拉·普拉西狄亚（Galla Placidia），西罗马皇帝康斯坦丁三世的皇后，要求皇帝洪诺留（Honorius）干涉，而他发布诏书责成两人都离开罗马。在接下来的复活节时，恩赖回到该城以行洗礼并庆祝节日；当皇帝听闻此事后，恩赖被剥夺了品秩并被驱逐出罗马，在418年12月28日，博義一世成为了教宗。
博義一世继续与伯拉糾派对立，劝告皇帝狄奥多西二世回复伊利里亚（Illyricum）至西方管辖权下，并捍卫圣座的权利。

## 譯名列表
- 一世：香港天主教教區檔案　歷任教宗作。
- 一世：天主教香港教區禮儀委員會：禧年專頁 （页面存档备份，存于）、廣播電台作。
- 卜尼法斯一世：《大英簡明百科知識庫》2005年版[永久]、中國大百科智慧藏[永久]、《世界人名翻譯大辭典》1993年版作卜尼法斯。
- 朋尼非斯一世：國立編譯舘[永久]作朋尼非斯。
- 博尼法斯一世：《世界人名翻譯大辭典》1993年版作卜尼法斯。
- 博尼費斯一世、博尼费斯一世：《世界人名翻譯大辭典》1993年版作博尼費斯。
- 博尼費切一世、博尼费切一世：《世界人名翻譯大辭典》1993年版作博尼費切。

| 天主教會職銜      | 天主教會職銜               | 天主教會職銜          |
| ----------------- | -------------------------- | --------------------- |
| 前任者： 教宗佐西 | 罗马主教 教宗 418年－422年 | 繼任者： 教宗雷定一世 |